# Gregory Slay
Gregory "Greg" Scott Slay, född 10 maj 1969 i New Orleans, Louisiana, död 1 januari 2010, var en amerikansk trummis.
Slay som växte upp i Mobile, Alabama, var trummis i bandet Remy Zero. Han avled vid 40 års ålder till följd av cystisk fibros.